# Ive Jerolimov
Ive Jerolimov (Preko, 30 de março de 1958) é um ex-futebolista profissional croata, que atuava como defensor.

## Carreira
Ive Jerolimov fez parte do elenco da Seleção Iugoslava de Futebol da Copa do Mundo de 1982. 